# قاسمیه
قاسمیه یا هادیه، یکی از شاخه‌های فقهی اصلی در میان شیعیان زیدیه است. این مکتب برگرفته از تعالیم قاسم رسی در قرون دوم و سوم هجری است. قاسمیه تحت تأثیر شدید معتزله بودند و موجبات ادغام زیدیه و معتزله شدند. در حالی که پس از آموزه‌های ناصرالحق اطروش در گیلان و طبرستان، مکتب ناصریه پیروان بیشتری داشت، با حضور زیدیان در یمن و ایجاد جنبشی جدید توسط هادی الی الحق، این مکتب به شکل مکتب فقهی اصلی و شاخص زیدیان تبدیل شد.